# Vrachonisída Katergáris
Vrachonisída Katergáris är en ö i Grekland.   Den ligger i prefekturen Nomós Dodekanísou och regionen Sydegeiska öarna, i den sydöstra delen av landet, 270 km sydost om huvudstaden Aten. Arean är 0,19 kvadratkilometer.
Terrängen på Vrachonisída Katergáris är platt. Öns högsta punkt är 23 meter över havet. Den sträcker sig 0,6 kilometer i nord-sydlig riktning, och 0,5 kilometer i öst-västlig riktning.